# 大姚黄芩
大姚黄芩（学名：Scutellaria teniana）为唇形科黄芩属下的一个种。

## 扩展阅读
- 維基物種上的相關：大姚黄芩